# KJ100 (エンジン)

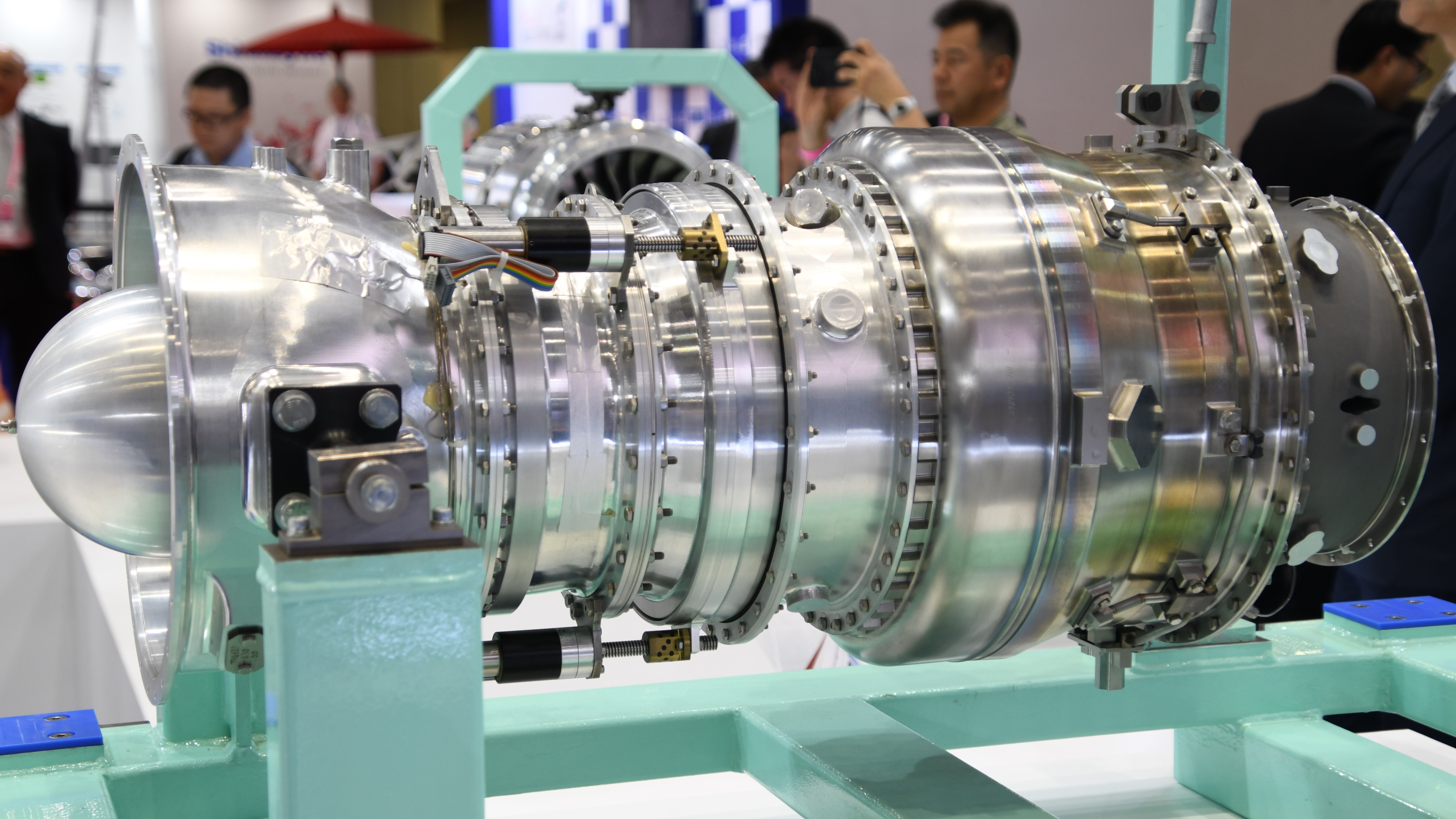
2024年国際航空宇宙展における展示

KJ100は、川崎重工業によって開発された小型ターボジェットエンジンである。
エンジン推力は400 kgfで、同社の KJ14（推力：70 kgf）から5倍強に向上した。これまでより大型の標的機、ミサイルなどの動力に使用できる。グライダー型無人機への搭載が可能で、長距離の島しょ防衛なども可能となる。また、標的機としての性能を上げ、速度向上、飛行の長距離化のほか、射撃の回避などの高度な動きができるようになったため、訓練の精度向上につながると考えられる。
本エンジンは、標的機や無人機のほか、宇宙航空研究開発機構（JAXA）が開発を進める超音速ビジネスジェットの実験機への搭載を目指している。

## 仕様
- 形式: 1軸ターボジェットエンジン[2]
- コントローラー: デジタル電子制御
- 推力: 400 kgf (地上静止)
- 乾燥重量: 68 kg
- エンジン径: 350 mm
- 全長: 860 mm
- ジェネレーター: 最大 15 kW